# Son of Thunder
A Son of Thunder egy dupla CD-s Lee "Scratch" Perry válogatásalbum 2000-ből.

## CD 1
1. Justice To The People – Lee Perry
2. People Funny Boy – Lee Perry
3. Sunshine Showdown – Lee Perry
4. People Funny Fi True – Lee Perry
5. White Belly Rat – Lee Perry
6. Son Of Thunder – Lee Perry
7. Mad House – Lee Perry
8. Yakety Yak – Lee Perry
9. Words – Lee Perry (Anthony "Sangie" Davis)
10. Words – Lee Perry
11. French Connection – Lee Perry
12. Station Underground News – Lee Perry
13. Soul Man – Lee Perry
14. Kill Them All – Lee Perry
15. City Too Hot – Lee Perry

## CD 2
1. Bionic Rats – Lee Perry
2. What A Botheration – Lee Perry
3. Cow Thief Skank – Lee Perry (Charlie Ace)
4. You Crummy – Lee Perry
5. Kentucky Skank – Lee Perry
6. Bathroom Skank – Lee Perry
7. Bucky Skank – Lee Perry
8. Stay Dead – Lee Perry
9. Sipreano – Lee Perry
10. Dreader Locks – Lee Perry (Junior Byles)
11. Militant Rock – Lee Perry
12. Fist Of Fury – Lee Perry
13. Eight For Eight – Lee Perry
14. Silver Locks – Lee Perry
15. The Tackro – Lee Perry